# Heathen Machine
Heathen Machine è il quinto album pubblicato dalla band heavy metal Balance of Power, nel 2003.

## Il disco
Il disco è aperto dall'intro "The rising" seguito dalla title track: un pezzo veloce, ricco di spunti ritmici e bene eseguiti. Altra canzone da ricordare è "Wish you were here", brano che alterna riff pesanti contro un ritornello coinvolgente e ricco di stop and go. Più eccentrica e psichedelica "Chemical imbalance".
Rapidamente "No place like home", un forte richiamo ai Dream Theater di "Awake": prog freddo e oscuro, in questo caso il gruppo inglese si tiene lontano da melodie già utilizzate da altri basandosi su un songwriting personale anche se un po' freddino. Più dinamica "The eyes of all the world", riff oscuri e diretti che diventano progressivi grazie a dei sapienti cambi di tempo. Più accessibile e melodica, "Just before you leave" concede all'ascoltatore una prova vocale notevole e un ritornello molto coinvolgente; sebbene più lenta questa canzone non perde il fascino delle precedenti. "Wake up call" si dimostra un brano complesso che si sviluppa per otto minuti di lunghezza senza dimenticare aperture melodiche dal grande fascino: insomma, musica di grande valore tecnico-artistico. Maggiormente veloce, "Necessary evil" pone fine al disco lasciando alto il tiro grazie a una ossatura ritmica veloce, ma alternata ad improvvisi rallentamenti e ripartenze.

## Tracce
1. The Rising
2. Heathen Machine
3. I Wish You Were Here
4. Chemical Imbalance
5. No Place Like Home
6. The Eyes of the World
7. Just Before You Leave
8. Wake Up Call
9. Necessary Evil

## Formazione
- John K - voce
- Pete Southern - chitarra
- Tony Ritchie - basso
- Lionel Hicks - batteria

Altri musicisti
- Leon Lawson - tastiere